# Украинская демократическо-радикальная партия
Украинская демократическо-радикальная партия (УДРП) — образовалась в Киеве в конце 1905 при объединении Украинской демократической партии с Украинской радикальной партией и объединяла преимущественно умеренную интеллигенцию.
Программа УДРП была построена на принципах парламентаризма и федерализма. Украина должна была получить в рамках конституции России широкую автономию. В социально-экономическом плане Украинская демократическо-радикальная партия предусматривала принудительный выкуп земли и промышленных предприятий у частных собственников, предприятия и земля со временем должны были быть национализированы.
УДРП имела в Первой и Второй Государственных Думах своих депутатов, которые объединились в группу, впоследствии оформленную в Украинскую думскую громаду.
Партия имела свои печатные органы: «Громадська думка», «Рада» и «Рідний Край».
В течение 1905—1908 гг действовала под названием «Украинская демократическо-радикальная партия», с 1917 г. по 1923 г. — под названием «Украинская партия социалистов-федералистов», а в течение 1923—1939 — под названием «УРДП».
Установлено, что с 1908 г. по 1917 г. бывшие радикал-демократы были объединены в политическую организацию под названием Товарищество украинских прогрессистов (ТУП), которое сохранило практически все признаки своей предшественницы.